# Gian Luigi Maffei
Gian Luigi Maffei (Florença, 1942 - Florença, 2019) foi um arquiteto e acadêmico formado na Faculdade de Arquitetura da Università degli Studi di Firenze.

## Biografia
Entrou imediatamente no meio acadêmico e, a partir de 1966, como professor assistente voluntário da cadeira de Composição Arquitetônica, até 1974, quando venceu o concurso para o cargo de assistente ordinário de Composição Arquitetónica.
De 1983 a 1988, foi professor no curso histórico-artístico da Università dell’Età Libera organizado pela Prefeitura de Florença. De 1977 a 1982, foi professor encarregado do ensino de Composição Arquitetônica I e II na Faculdade de Arquitetura de Florença; a partir de 1982 foi professor associado de Composição Arquitetônica na mesma Faculdade.
Em 1980 tornou-se associado e titular da cadeira de Composição. Tanto no ensino como na atividade de pesquisa, Maffei interessou-se particularmente pelas tipologias edificadas e urbanas, investigadas do ponto de vista histórico e compositivo.

## Publicações
Foram numerosas as suas publicações sobre estes temas,  como:
- 1984 - "Moderno non moderno".
- 1987-1991 - os volumes da série "Composizione architettonica e tipologia edilizia", com Gianfranco Caniggia.
- 1990 - "La casa fiorentina nella storia della città dalle origini all’Ottocento”.
- 1990 - “La casa rurale in Lunigiana”
- 1981 - “La progettazione edilizia a Firenze” (lançado em 1981 e com uma nova edição 1992).